# سوات كاتس: الأسطول الرائع
سوات كاتس: الأسطول الرائع أو القطان الطائران (بالإنجليزية: SWAT Kats: The Radical Squadron)‏ (يلفظ:سوات كاتس: ذا راديكال سكوادرون) مسلسل رسوم متحركة أمريكي أكشن من إنتاج هانا-باربيرا و Turner Program Services من عام 1993 -1995 ويتكون المسلسل من فصلين، المسلسل عن قطتين تقودان طائرة مقاتلة لمحاربة الأعداء.

## الشخصيات
- سنور (Razor)
- هرهور (T-Bone)
- نرجس (Calico "Callie" Briggs)
- القائد غضبان (Commander Ulysses Feral)
- الملازم القائد نبيل (Lt. Commander Steel)
- المراسلة غندورة (Ann Gora)
- قط الظلام (Dark Kat)

## المدبلجون

### الدبلجة العربية
- رأفت بازو
- رامي حنا
- أيمن السالك
- أمل عمران
- محمد حداقي
- مجد ظاظا
- نضال حمادي

## طاقم العمل

### النسخة العربية
- الإعداد: حنا يوسف
- WEISS BROS. YOUNG FUTURE :Dubbed By
- تنفيذ الدوبلاج: مركز الزهرة
- الإشراف الفني: مناع حجازي

## روابط خارجية
- Swat Kats - كرتون نتورك Department of Cartoons (Archive)
- SWAT Kats Schedule
- سوات كاتس: الأسطول الرائع على موقع IMDb (الإنجليزية)
- سوات كاتس: الأسطول الرائع على موقع روتن توميتوز (الإنجليزية)
- سوات كاتس: الأسطول الرائع على موقع كينوبويسك (الروسية)
- سوات كاتس: الأسطول الرائع على موقع ألو سيني (الفرنسية)
- سوات كاتس: الأسطول الرائع على موقع قاعدة بيانات الفيلم (الإنجليزية)
- SWAT Kats.us
- The SWAT Kats Encyclopedia
- swatkats.info, (Photo # 4)
- A revival project for the show